# Brzeg
Pour les articles homonymes, voir Brzeg (homonymie).
Brzeg (/bʐɛk/, en silésien : Břeg ; en allemand : Brieg) est une ville de la voïvodie d'Opole en Pologne. Sur les rives de l'Oder, elle a été la capitale des ducs de Piast.

## Géographie

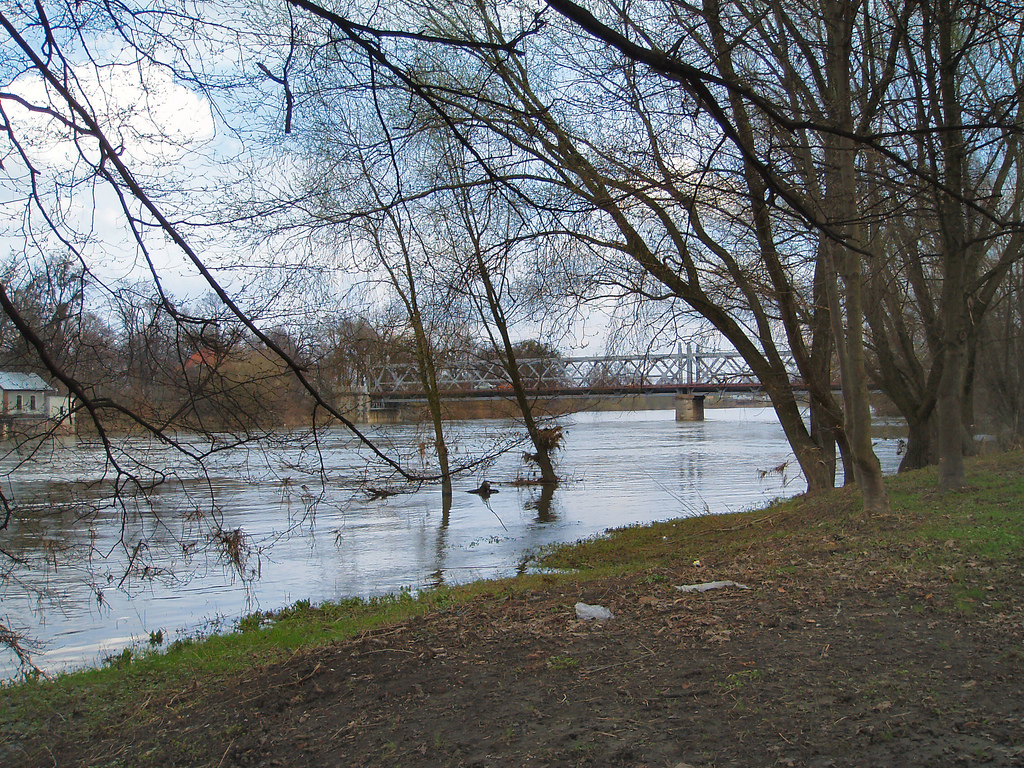
L'Oder à Brzeg.

Cette ville de Basse-Silésie se dresse à 148 m en rive gauche de l'Oder, à 42 km au sud-est de Wrocław, à peu près à mi-chemin d'Opole.
Ce n'était au départ qu'un village de pêcheurs, mentionné dès 1200 comme „Wissoke Brzegh“, édifié hors du lit majeur du fleuve, au droit d'un ancien gué de l'Oder – et c'est pourquoi les actes médiévaux la qualifient parfois de „civitas altae ripae“. Par la suite, les palissades de ce village furent intégrées aux fortifications de la ville.
Le choix de ce site s'explique par sa position de carrefour : la digue dominant la rive sud de l'Oder porte, du nord-ouest au sud-est, un prolongement de la grande route reliant Wrocław à Opole (appelée également Via Regia), qui bifurque en Haute-Silésie, avec d'un côté la route de Cracovie et de l'autre celle qui, via la Porte de Moravie, rallie la Hongrie et Vienne. Cette route croise à Brieg la route nord-sud reliant Prague à Gniezno et la mer Baltique via Nimptsch, Strehlen et Glatz.

## Histoire

### Fondation
La ville de Brieg a été fondée peu avant 1250, dans le cadre de la colonisation germanique, en vertu du code de Halle-Neumarkt, par des vassaux allemands des ducs de Piast : Gerkinus de Goldberg, Ortlif et Heinrich de Reichenbach. Ce dernier a laissé à la ville les armoiries de sa famille, les arbelos ou fers de hache (Wolfssense). Si l'on ne dispose pas de l'acte de fondation, on possède en revanche l'acte de vente passé en 1250 entre le duc Henri III et Konrad de Neisze, que ce dernier a transmis au dernier bénéficiaire encore vivant, Ortlif. L'acte de Frankenberg, qu'on a pris des décennies durant pour l'acte de fondation, par suite d'une erreur de transcription d'un historien de Leipzig, Kötzschke, retranscrit cependant les principales clauses du décret d'origine. La ville, avec ses rues à angle droit ordonnées autour de l'hôtel de ville, fut entourée d'une fortification à plan ovale. Ce plan hippodamien, typique des colonies germaniques de l'Est, s'est dessiné autour des deux grandes routes. L'enceinte fortifiée a été reconstruite vers 1300 puis après la guerre de Trente Ans, avant d'être remplacée par un fort bastionné après l'occupation prussienne, en 1742.

### Palais des ducs de Piast
De 1311 à 1675, le château dominant la Via Regia fut le palais des ducs de Brieg, de Liegnitz-Brieg et de Liegnitz-Brieg-Wohlau, c'est-à-dire de princes de la lignée des Piast de Silésie. Les principaux édifices gothiques de la ville ont été édifiés ou tout au moins commencés sous le règne du duc Louis Ier de Brieg (1352–1398) : la collégiale Sainte-Hedwige (1389), dont la crypte abrita jusqu'en 1945 sept magnifiques gisants de princes Piast (transférés depuis dans le château), et le temple protestant Saint-Nicolas (1370–1417), qui est une basilique à trois nefs, dont les deux tours ont été coiffées de dômes néo-gothiques en 1885. Son orgue baroque, construit entre 1724 et 1730 par un facteur de Breslau, Michael Engler le Jeune, fut en son temps l'un des plus beaux et des plus réputés de toute l'Allemagne.

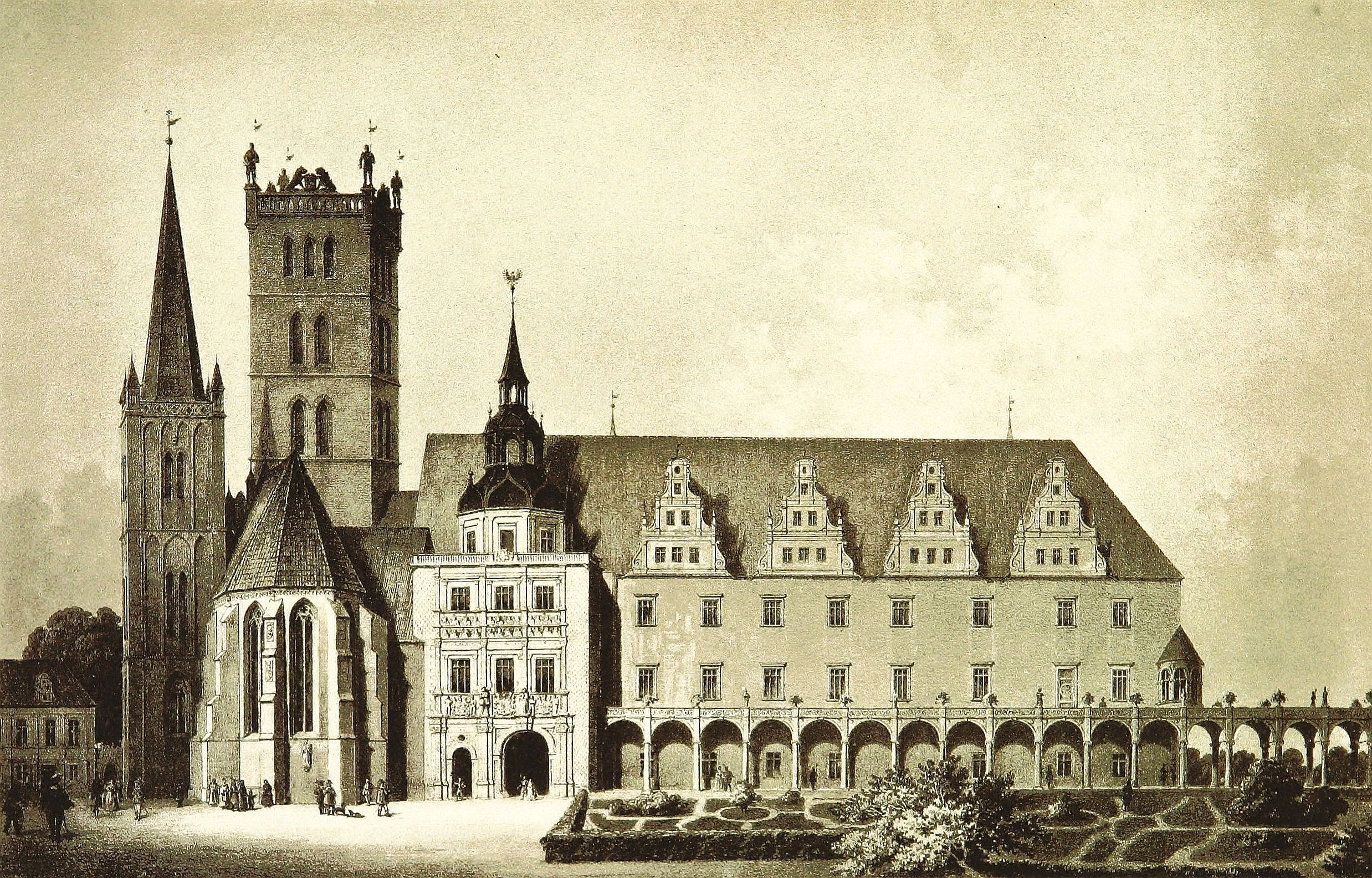
Le château des ducs de Piast.
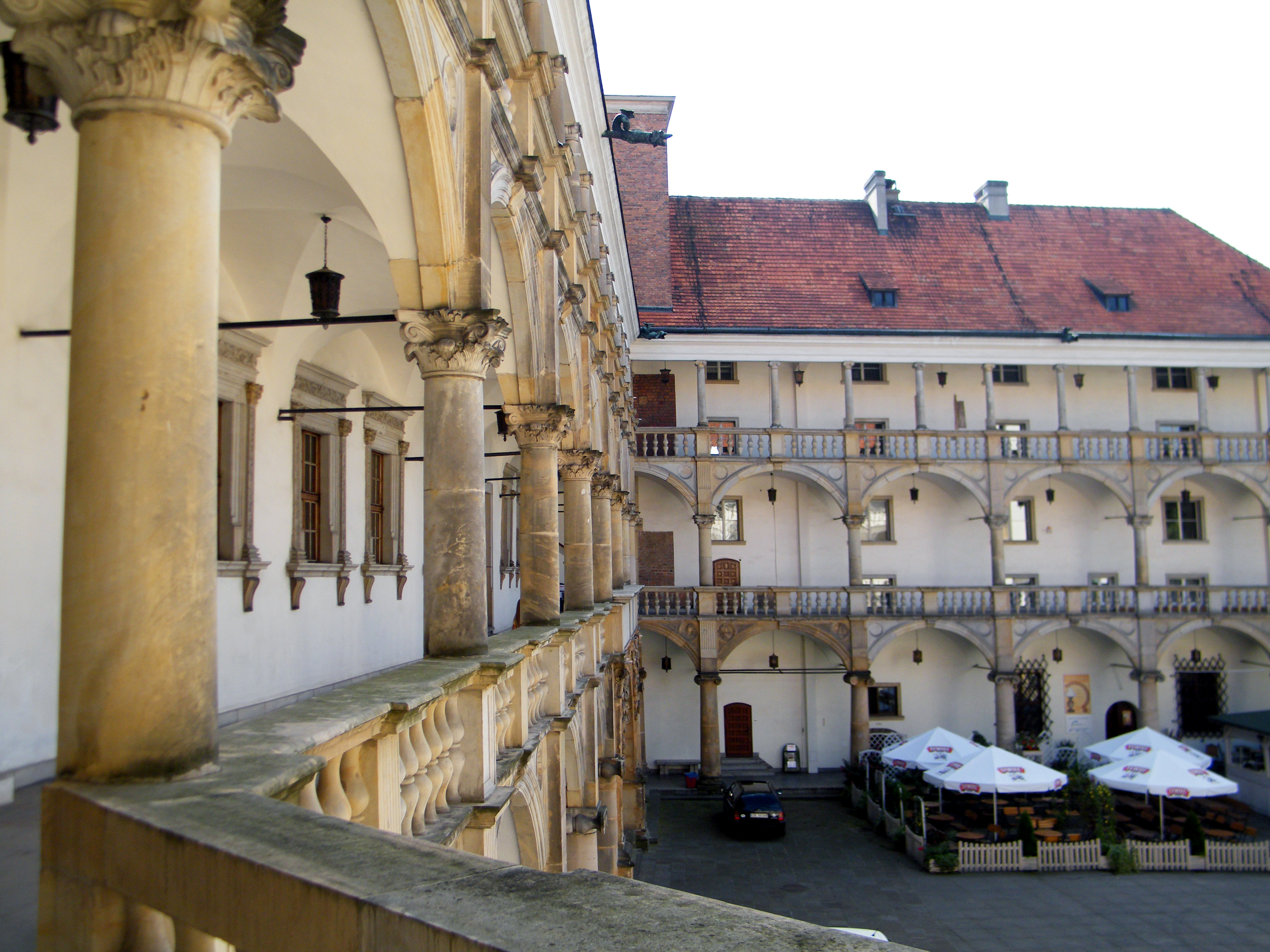
Les arcades dans la cour du château.
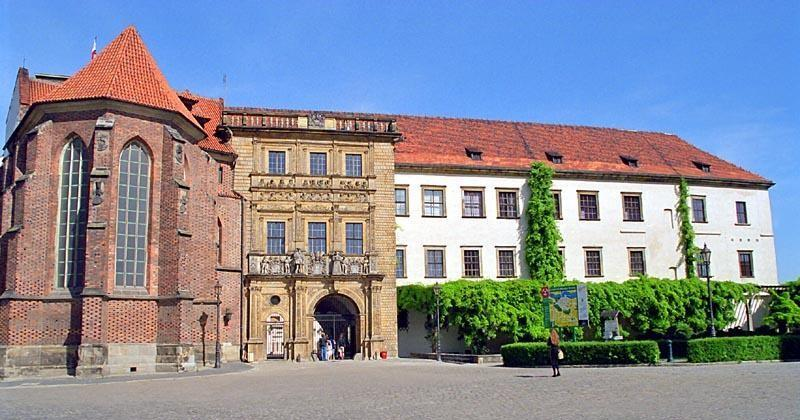
Le château des ducs de Piast.
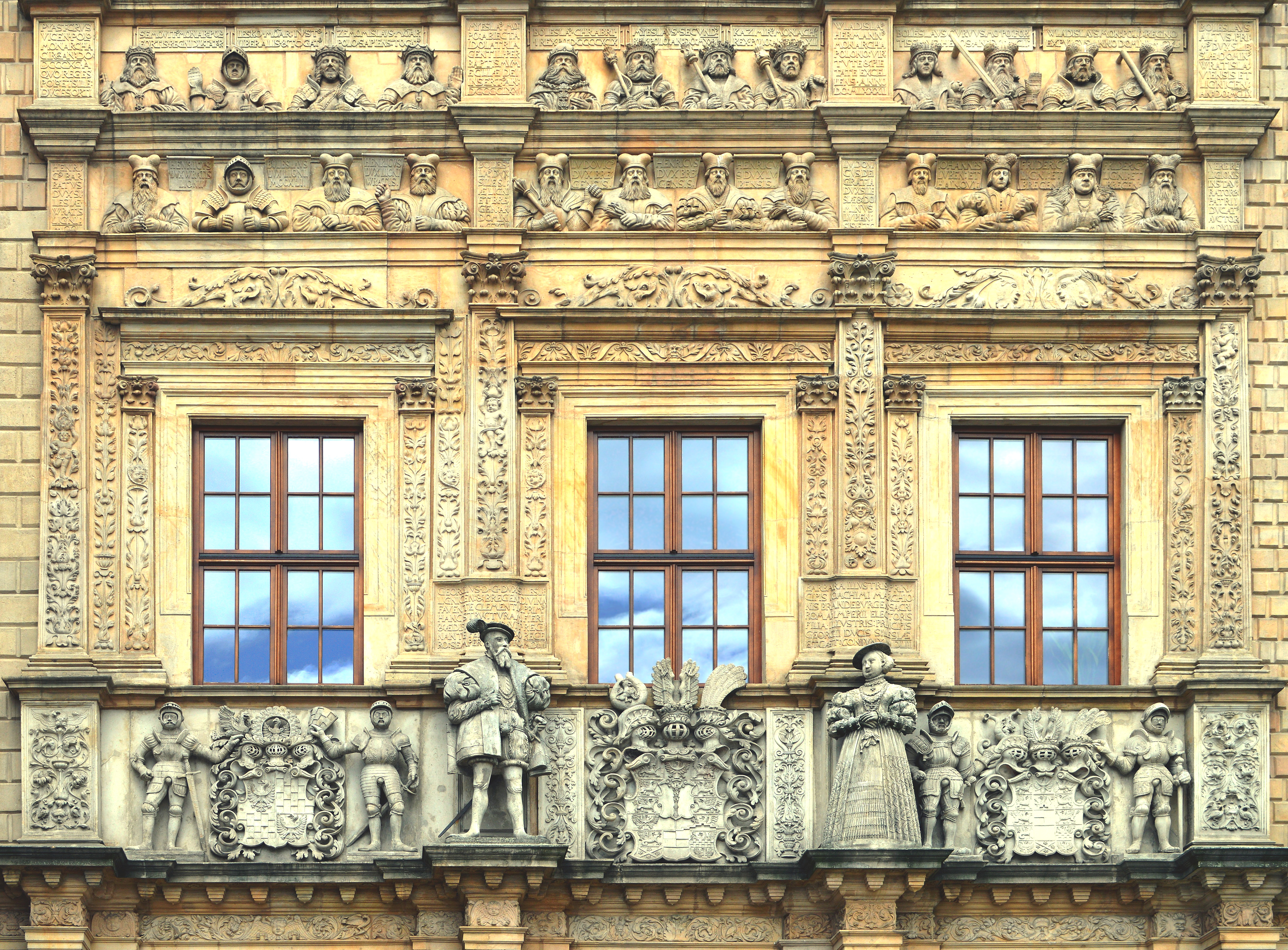
Fenêtres du château de Brzeg. Juillet 2016.

### Église Saint Michel
Le Moyen Âge a également vu la construction de  L'Église Saint-Michel de Brzeg

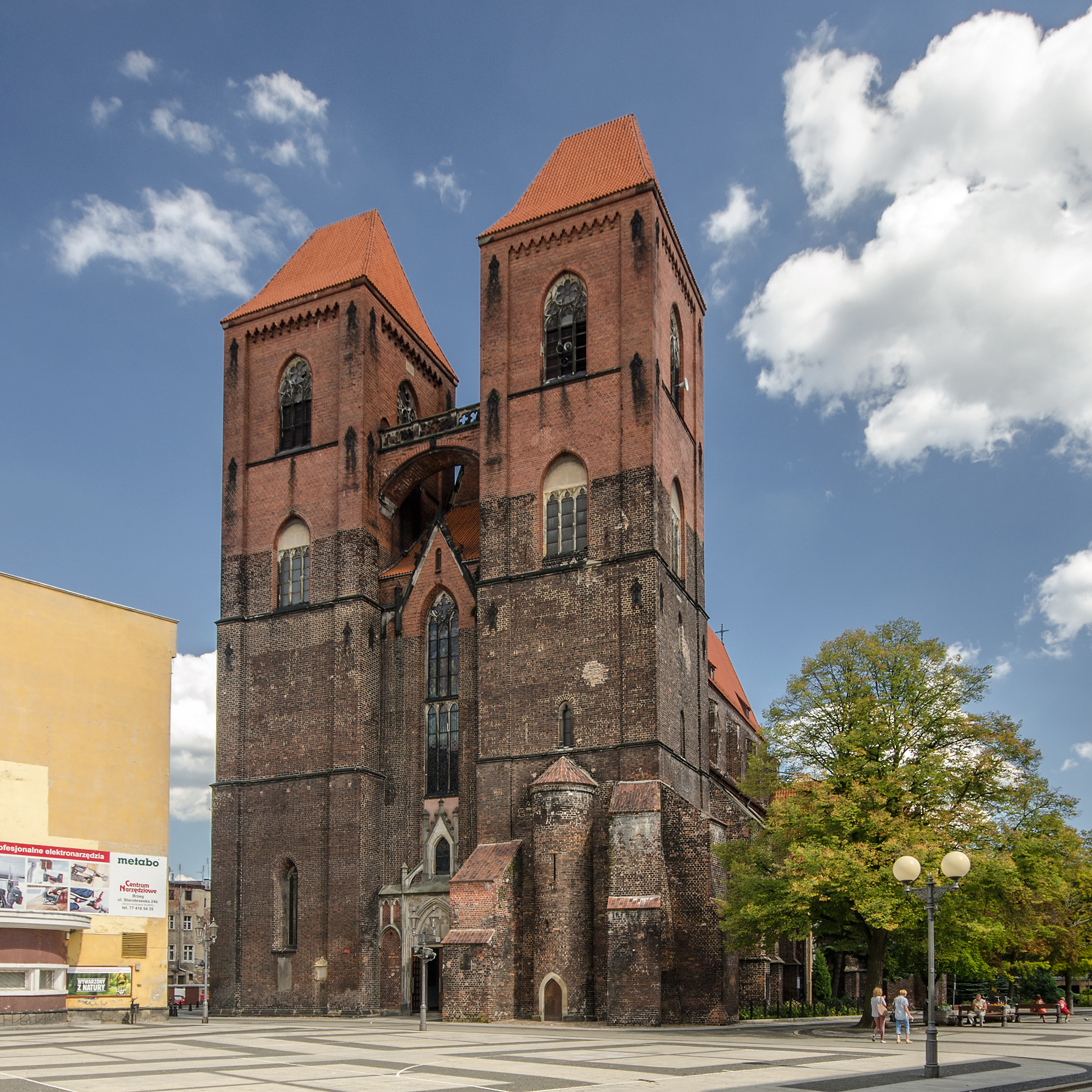
Église Saint-Michel de Brzeg

### Apogée à la Renaissance
De 1428 à 1432, Brieg fut pillée et incendiée à plusieurs reprises par les Hussites. Finalement, elle fut reconstruite, mais dans un style bien plus fortement imprégné des modèles de la Renaissance que du gothique, en particulier sous l'impulsion du duc Georges II (1547–1586), dont le règne marque l'apogée de la ville. C'est le duc Frédéric II, qui avait amené la foi protestante dans la région, qui avait posé en 1544 la première pierre du château dont Georges II poursuivit la construction avec tant de zèle. Confié à des architectes d'Italie du Nord (Giacomo Pahr ou Bavor, Bernhard Niuron), le château de Brieg constitue « l'exemple le plus somptueux et le plus achevé de la Renaissance à l'est » (G. Grundmann).

### Foyer d'art italien au XVIe siècle

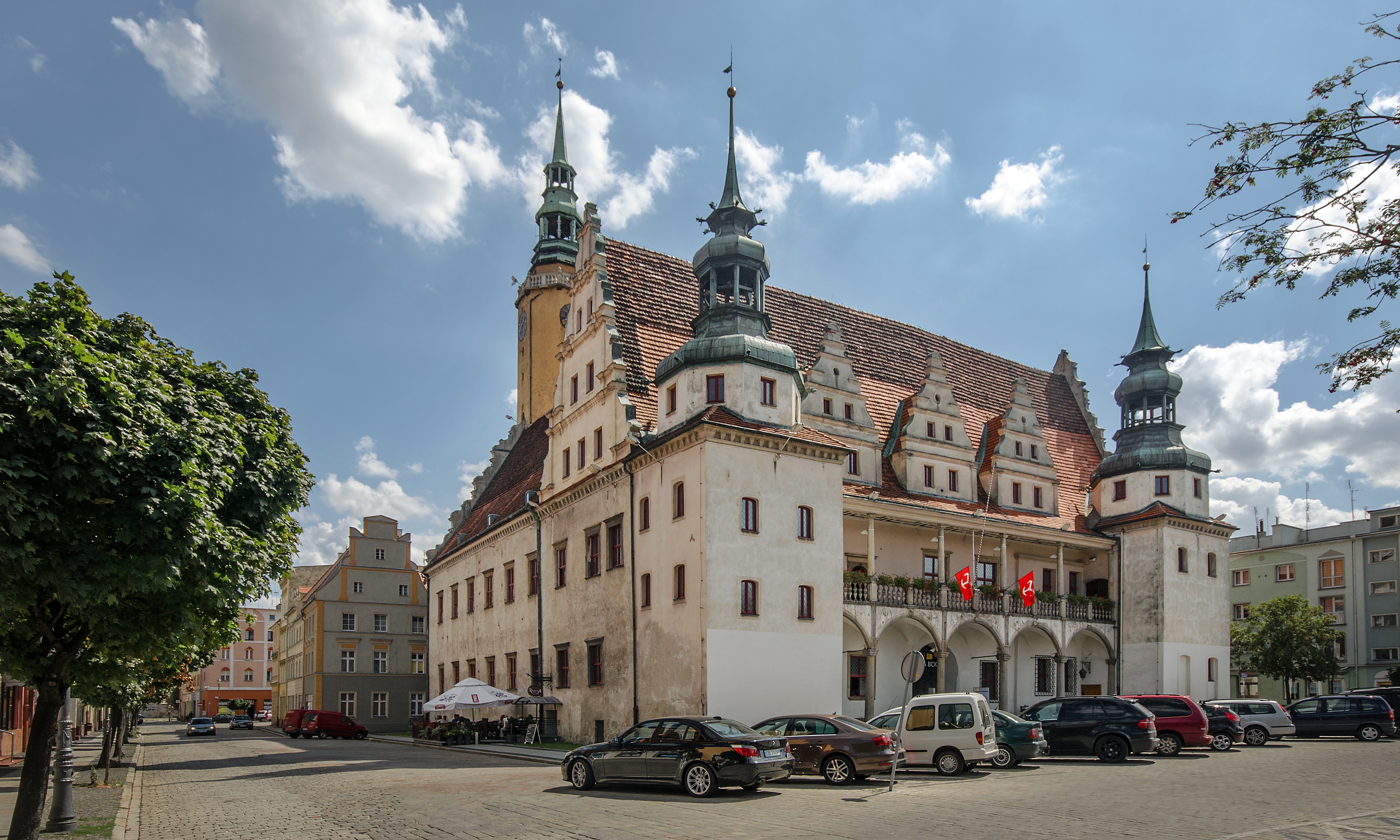
L'hôtel de ville de Brzeg, de style Renaissance, a été construit entre 1570 et 1577.

La cour princière fastueuse de Brieg attira vers le milieu du XVIe siècle une multitude d'artisans et d'artistes, venus principalement d'Italie : à partir de 1546, des architectes, maçons et tailleurs de pierre italiens (dont les Nubiloni, artistes du Tessin) s'y réunissaient annuellement. La création de ce foyer italien est attribuée à Antonio di Theodoro et Jakob Bavor l'Ancien. Bavor (rebaptisé Pahr en allemand) a réalisé le château avec son frère Peter Bavor de 1544 à 1549. Et lorsqu'en 1576 Jacob Bavor l'Ancien quitta Brieg pour le Mecklembourg afin de prendre en charge la reconstruction du château de Güstrow, c'est son gendre Bernhard Nubiloni qui prit sa succession. Parmi les autres artistes italiens de Brieg, il y eut le maître maçon Hans Lucas de Lugano (né en 1563), qui avait été appelé en Silésie par le duc Georges II en 1585 pour assister Bernhard Nubiloni sur le chantier du château de Niemcza. Le tailleur de pierre allemand Kaspar Khune s'attacha au groupe des italiens, et fut élevé au rang de maître d’œuvre ducal. Le peintre et sculpteur Giovanni Maria Nosseni (né en 1544 à Lugano) travailla avec Bernhard Nubiloni à la construction du château de Dresde et fut à son tour nommé architecte ducal en 1563. Il était architecte de l’Électeur de Saxe lorsqu'il mourut en 1620 à Dresde. Les artistes italiens de Brieg se comportaient comme des entrepreneurs indépendants, dont la réputation dépassait de loin les frontières de la Silésie. Par delà leur fonction de maître d’œuvre, c'étaient des négociants, qui par leurs revenus et leur réputation, parvinrent pendant plus de cinquante ans à s'imposer face à une concurrence autochtone de plus en plus vive.
L'architecte ducal Jakob Pahr (ou Bavor) dirigea la reconstruction du lycée, voisin du château, entre 1564 et 1569. Ce lycée était une évolution de l'école de latin locale, elle-même issue d'un séminaire institué là en 1290. C'est encore à Jakob Pahr et à son gendre Bernhard Nubiloni que l'on doit l'Hôtel de ville, reconstruit (1570–1577) dans le style Renaissance après l'incendie de 1569. Plusieurs hôtels particuliers de style Renaissance ainsi que la porte de ville (Odertor, 1596), ont survécu au désastre de la guerre de Trente Ans.

### Ère Habsbourg et annexion prussienne

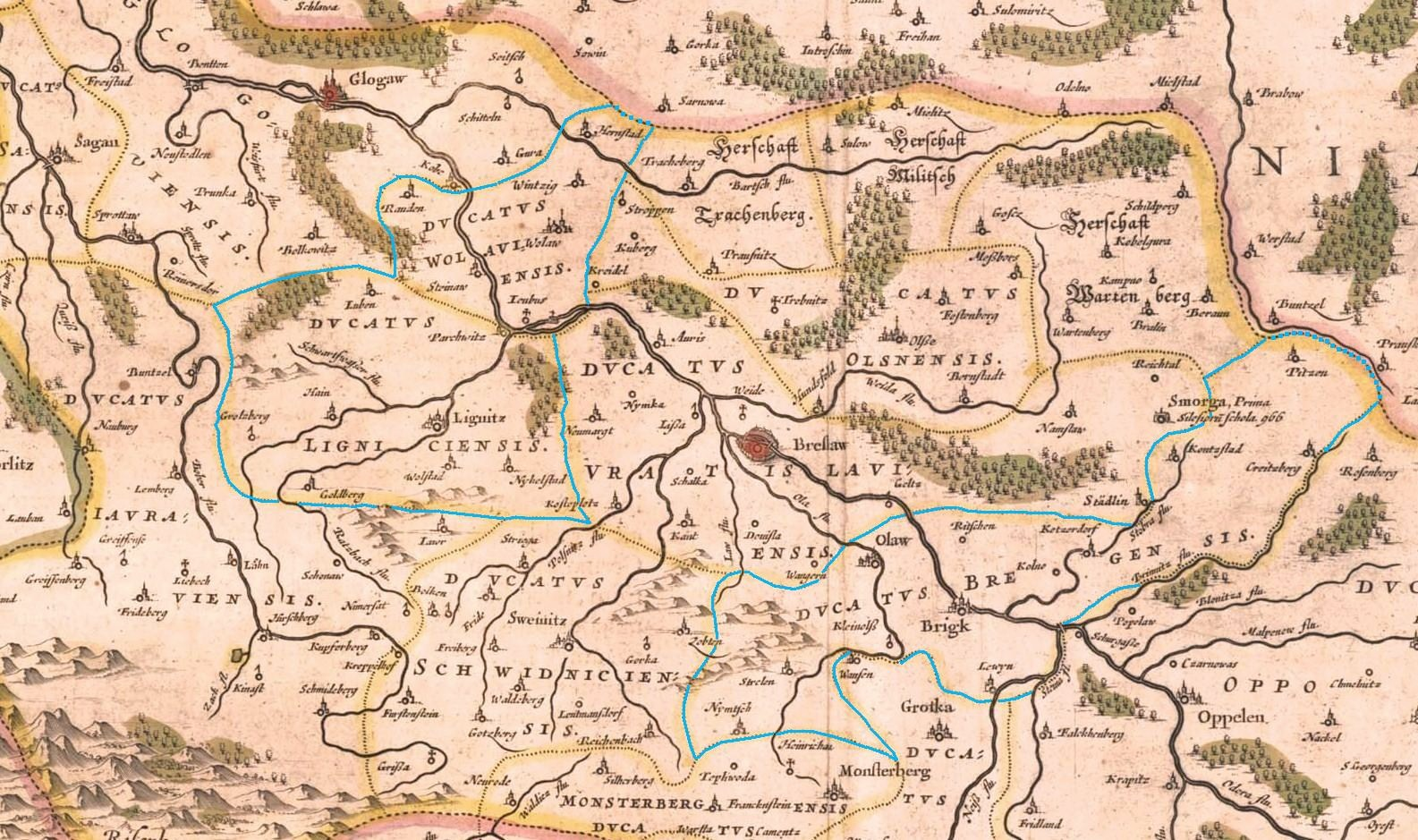
Brzeg d'après une carte de la Silésie (1650).

À la mort du dernier duc Georges-Guillaume de Piast en 1675, Brieg et tout le duché échurent aux rois de Bohême, qui depuis 1526 étaient les Habsbourg. La mise à l'écart du fils illégitime de Georges-Guillaume, Martin, signifiait pour la Dynastie Piast la perte du palais de Brieg. Les Habsbourg, dont les Piast étaient d'ailleurs les sujets, évincèrent également les margraves de brandebourg, dont les prétentions sur la Silésie remontaient au traité de 1537. Brieg ne comptait alors que 3600 habitants, presque tous protestants. Les derniers catholiques pouvaient pratiquer leur culte à l'église Sainte-Hedwige. Les premiers Jésuites vinrent s'établir en 1680 et fondèrent peu après leur propre lycée, qui se maintint jusqu'en 1776. Ils entreprirent en 1735 la construction d'une église baroque, consacrée en 1746, mais dont les tours ne furent achevées qu'en 1856. Les Jésuites accentuèrent le caractère baroque de l'architecture locale par l'érection d'une colonne de la Sainte-Trinité (de) (1731) et d'une statue de Saint Népomucène (1729) sur le pont de l'Oder.
Dans la mesure où Brieg tirait son rayonnement du fait qu'elle était une ville princière, elle se mit dès lors à décliner. La bataille de Mollwitz, premier affrontement des guerres de Silésie, se déroula sous les murs de la ville en 1741, et fut remportée par le comte Schwerin contre une armée autrichienne. Toute la Silésie tomba aux mains des Prussiens l'année suivante. Le château des Piast, symbole de l'ancienne dynastie, avait été réduit en flammes par les bombardements et ce qu'il en restait fut reconverti désormais en magasin à poudre. La frugalité industrieuse imposée par les Prussiens s'imposa à Brieg, qui devint une cité ouvrière de l'état prussien, où ne fleurissaient que casernes, entrepôts et filatures. Sa taille était nettement moindre que celle d'Opole et de Breslau ; et son „Illustre Gymnasium“ ne fut plus qu'un lycée parmi d'autres. Brieg retrouva cependant entre 1756 et 1807 un rôle administratif en tant que chef-lieu de la province de Haute-Silésie ; jusqu'à sa capture en janvier 1807 par les forces franco-bavaroises, elle était l'une des plus fortes places d'Allemagne orientale. Mais ses fortifications furent rasées sur ordre de Napoléon en 1807. De 1742 à 1945, Löwen est le chef-lieu de l'arrondissement de Brieg (de) dans le district de Breslau au sein de la province de Silésie.

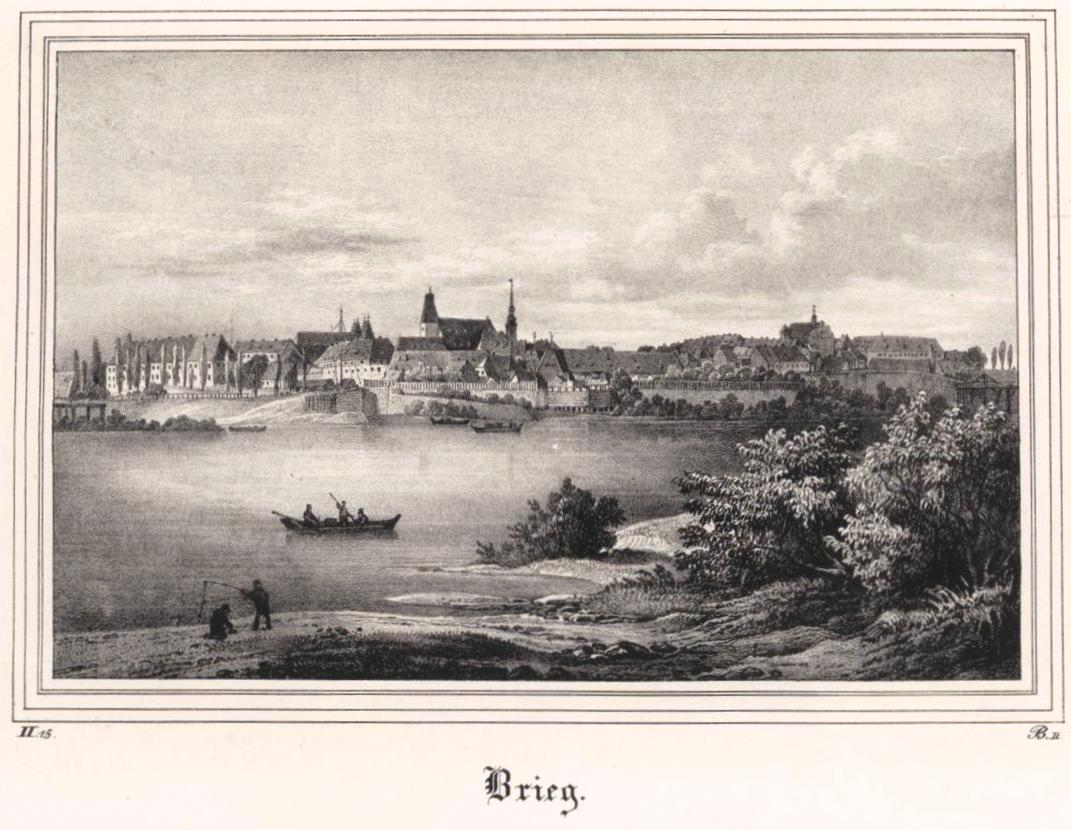
Brieg en 1839 (lithographie d'Heinrich Wilhelm Teichgräber).

De 1819 à 1850, Brieg fut le siège du Service des Mines : elle connut alors une forte expansion économique, marquée par l'arrivée du chemin de fer et la canalisation de l'Oder.

### Seconde Guerre mondiale et ses conséquences
En 1939, la population de Brieg avait atteint 31 419 habitants (protestants à 74 %). Pendant la Seconde Guerre mondiale, les nazis y établirent un camp de travail forcé, annexe du camp de concentration de Gross-Rosen,.
Le 6 février 1945, Brieg tomba (après plusieurs jours de résistance acharnée) aux mains de l'Armée Rouge et fut occupée. Après la capitulation de l'Allemagne, la ville fut placée sous administration polonaise, qui fit expulser la plupart des Allemands entre 1945 et 1947 et les remplaça par des colons polonais.
D'abord administrée par la Voïvodie de Wrocław, Brzeg fut rattachée en 1950 à la Voïvodie d'Opole. En 1961, la ville ne comptait encore que 25 342 habitants, la plupart rapatriés de Volhynie et de l'actuelle Biélorussie, et essentiellement catholiques ; la population ne retrouvera le chiffre de 30 000 habitants qu'en 1970.

## Jumelages
- Eckernförde (Allemagne) depuis 1989[6]
- Goslar (Allemagne) depuis 2000
- Beroun (Tchéquie) depuis 2002
- Bourg-en-Bresse (France) depuis 2006[7]

## Personnalités
- Kurt Masur (1927-2015), chef d'orchestre allemand, né à Brieg
- Alexeï Gouskov, né en 1958 à Brzeg, acteur russe
- Gerd Deumlich (1929-2013), journaliste et homme politique allemand